# Internetmarke
Die Internetmarke ist ein im August 2008 eingeführter Onlinedienst der Deutschen Post AG zum Selbstausdruck von digitalen Frankiervermerken per PDF für Briefsendungen über PC und handelsüblichen Drucker. Dabei entstehen keine zusätzlichen Kosten über das übliche Porto hinaus.

## Technik

Beispiel für eine Internetmarke aus dem Jahr 2024

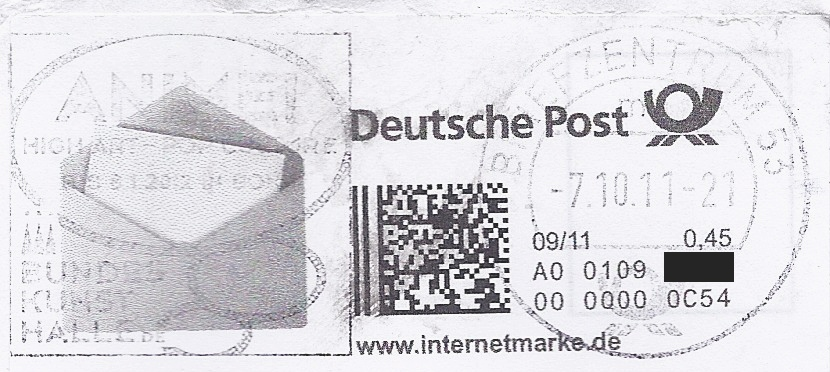
Beispiel für eine vom Briefzentrum falsch bearbeitete Internetmarke (diese wird eigentlich nicht per Stempel, sondern digital entwertet) – altes Layout mit Postmatrixcode

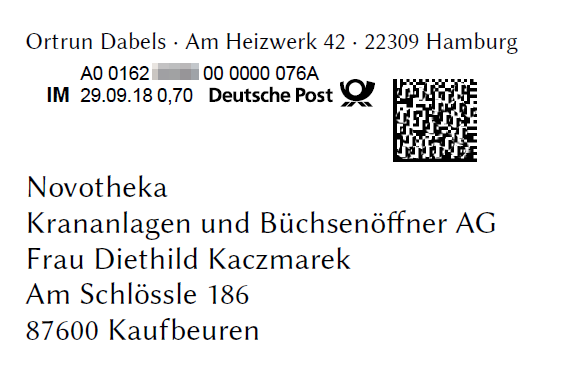
Beispiel für eine in ein Adressfeld integrierte Internetmarke mit Absenderangabe

Die Internetmarke verfügt über einen Matrixcode und im neuen Frankierlayout seit 2018 über die Kennung „IM“ für die Frankierart. Im alten Layout wurde noch der komplette Name „Internetmarke“ im Frankiervermerk angegeben.
Bis Juli 2018 wurde dem 26×26-DataMatrix-Code zwei vertikale Striche vorangestellt (dem sogenannten Postmatrixcode), die ein Finden und Identifizieren des Matrixcodes in den Briefzentren der Deutschen Post erleichtern sollten. Neben dem Entgelt wurden zudem noch Erstellungsmonat und -jahr aufgedruckt.
Seit Oktober 2021 besteht bei Internetmarken (bei herkömmlichen Briefmarken seit Februar 2021) die Möglichkeit, Briefe mit Hilfe einer so genannten Basis-Sendungsverfolgung nachzuverfolgen.
Seitdem wird nur noch der Matrix-Code verwendet, aber nun auch das genaue Datum der Erstellung angegeben. Die Marke verfügt über eine 20-stellige Identifikationsnummer, die sogenannte Frankier-ID, deren erste 10 Stellen die Seriennummer (eindeutige Kennzeichnung für jeden registrierten Nutzer) und deren zweite 9 Stellen eine fortlaufende Nummerierung und 1 Stelle als Prüfziffer darstellen. Über diese Frankier-ID erfolgt die Prüfung und digitale Entwertung des Portos in den Briefzentren. Durch diese Maßnahme wird eine Mehrfachnutzung der Marken erkannt und unterbunden. Die Internetmarke ähnelt damit sowohl im Aussehen als auch in der Funktionalität den anderen digitalen Frankiervermerken der Deutschen Post AG, wie z. B. Frankiermaschine, DV-Freimachung oder Filialfrankierung.

## Nutzung
Es ist prinzipiell keine Registrierung zur Nutzung nötig. Die Zahlung mit PayPal ist möglich. Für die Bezahlung mit Lastschrift muss man sich registrieren. Es gilt ein Höchstzahlbetrag von 20 Euro (mit Ausnahme: Aufladen der Portokasse, hier sind Aufladungen bis 110 Euro möglich). Jeder einzelne Kauf wird per E-Mail bestätigt.
Folgende Produkte können ab 1. Januar 2025 frankiert werden:
- Briefe und Postkarten national, einschließlich Zusatzleistungen Einschreiben, Einschreiben-Einwurf, Rückschein
- Warensendungen
- Postzustellungsaufträge
- Streifbandzeitungen
- Briefe und Postkarten International einschließlich Zusatzleistung Einschreiben international

Das Porto wird dabei anhand des gewählten Produkts und der gegebenenfalls gewählten Zusatzprodukte automatisch berechnet.
Die Einlieferung ist in den Filialen der Deutschen Post, über Briefkasten oder bei einem Zusteller möglich. Paketmarken für Pakete und Päckchen können nicht über Internetmarke erstellt werden; hierfür ist die DHL-Online-Frankierung zu nutzen.
Internetmarken können entweder direkt über den Shop der Deutschen Post AG erstellt, über ein Addin in eine PC-Software integriert oder über einen Webshop-Software oder ein Warenwirtschaftssystem angebunden werden.
Eine Frankierung kann dabei direkt als reine Frankierung (analog einer Briefmarke in der Frankierzone – rechte obere Ecke der Sendung) oder gemeinsam mit der Empfängeradresse (z. B. auf Adress-Label oder im Fensterbriefumschlag sowie ggf. mit Absenderangabe) ausgedruckt werden. Bei Frankierung in der Frankierzone ist der Ausdruck eines Motivs (links neben dem Matrixcode) aus der Bildergalerie der Deutschen Post AG möglich.
Der Druck erfolgt über eine PDF-Datei und einen handelsüblichen Drucker auf Etiketten, Umschlägen oder Papier. Alternativ kann die Frankierung auch am PC über ein Plug-in für das Textverarbeitungsprogramm Microsoft Word erfolgen. Ein Addin für Open Office und Libre Office wird nicht mehr bereitgestellt.
Bei fehlgeschlagenen Drucken kann die Datei erneut ausgedruckt werden.
Die Internetmarke, ein Frankiervermerk, ist (im Gegensatz zu STAMPIT) nicht an eine vorher anzugebende Empfängeradresse gebunden. Seit Juni 2014 verliert die Internetmarke mit Ablauf des dritten auf den Kauf folgenden Jahres ihre Gültigkeit.
Bei Portoerhöhungen können für die Internetmarke ausschließlich Internetmarke-Ergänzungsmarken verwendet werden, die über den Shop der Deutschen Post AG gekauft werden können. Eine Mischfrankatur mit Postwertzeichen-Ergänzungsmarken ist nicht erlaubt.
Nicht genutzte oder irrtümlich gekaufte Internetmarken können online rückerstattet werden; der Betrag wird auf demselben Weg erstattet wie die ursprüngliche Bezahlung erfolgte.

## Automatisierung
Möchte ein Online-Shop-Betreiber seinen Kunden einen günstigen Versand mit der Deutschen Post anbieten, müssen die Sendungen weitgehend manuell abgewickelt werden. Die Automatisierung mit der Internetmarke ist nur bedingt möglich. Mehrere Adressen können durch Upload einer CSV-Datei über die Browseroberfläche importiert werden. Der Tarif kann über die CSV-Datei aber nicht gewählt werden, sodass dem Shop-Betreiber nichts anderes übrig bleibt als den teureren Tarif für alle Sendungen zu verwenden oder von günstigen Tarifen auf Kosten von Mehrarbeit (mehrfache Imports) zu profitieren.
Für die Automatisierung wird von der Deutschen Post ein Microsoft Word Add-In zur Verfügung gestellt. Ferner bietet Lexware eine Anbindung über die eigene Windows-Software. Softwareentwickler können mit dem Report Generator List & Label ab Version 22 direkt im Report Designer die Frankierung erzeugen (Vereinbarung mit der Deutschen Post nötig).

## Kritik
Die Handhabung der Internetmarke ist nicht so flexibel wie die einer herkömmlichen Briefmarke. So ist eine Mischfrankatur durch die AGB des Produkts ausgeschlossen, das heißt Internetmarke und gewöhnliche Briefmarke dürfen nicht kombiniert werden.
Gemäß Briefunterlagen des betrieblichen Datenschutzbeauftragten der Deutschen Post kann bei Betrugsverdacht der Käufer der Internetmarke anhand der auf der Marke aufgedruckten Seriennummer ermittelt werden. Jede einzelne Frankierung einer Internetmarke wird in eine Positiv-Liste eingetragen und so zur wiederholten Verwendung gesperrt; diese Daten werden von der Deutschen Post unbefristet gespeichert. In der Antwort des Bundesbeauftragten für den Datenschutz und die Informationsfreiheit wird dies nicht beanstandet, da keine Absender-/Empfängerdaten, sondern lediglich die Daten zur Internetmarke an sich gespeichert werden. Dies ist zudem gemäß Postgesetz zur Entgeltsicherung möglich, also dem Ausschluss von betrügerischer Nutzung, wie z. B. Mehrfachnutzung einer Internetmarke. Hierdurch wird auch eine zivil- und strafrechtliche Verfolgung ermöglicht.
Beim Kauf einer Internetmarke muss bei der Anmeldung neben der E-Mail-Adresse auch die Absenderadresse angegeben werden. Wenn man den Gastzugang ohne Rechnungsstellung nutzt, ist die Angabe der Absenderadresse nicht erforderlich. Ebenso werden zur Bezahlung, entweder bei Erstellung der Portokasse oder bei Bezahlung über giropay, Kontodaten erhoben. Eine anonyme Anmeldung und Bezahlung, wie bei Briefmarkenautomaten üblich, ist nicht möglich.
Es ist möglich, ein Bild in die Marke einzufügen, jedoch nur, wenn man keine Adresse mit der Marke mitdruckt. Hierbei hat man eine Auswahl in einer sortierten Galerie mit rund 200 Bilddateien. Man kann hier nicht wie bei der Briefmarke individuell eigene oder freigewählte lizenzfreie Bilder einfügen, dafür ist keine Mindestmenge nötig und kein Aufpreis fällig.

## Geschichte
Vorläufer der Internetmarke war der Dienst Stampit Web, der jedoch zum 30. September 2011 eingestellt wurde. Allerdings war der Server noch bis zum 5. Oktober 2011 erreichbar und mit der Option Vordatierung bis zu 30 Tage konnte man theoretisch Frankierungen bis maximal zum 4. November 2011 kaufen und drucken. Dabei musste der Empfänger vorher festgelegt werden und das ausgedruckte Porto konnte nur für diesen Empfänger verwendet werden. Diese Einschränkung ist nun weggefallen.
Bis zum 18. März 2012 konnten mit der Internetmarke auch DHL-Pakete und Päckchen frankiert werden.